# Jean-Michel Sénégal
Jean-Michel Sénégal (* 5. Juni 1953 in Lyon) ist ein ehemaliger französischer Basketballtrainer und -spieler.

## Laufbahn

### Spieler
Als Jugendlicher gewann er mit dem Nachwuchs von ASVEL Lyon-Villeurbanne bis 1972 viermal die französische Meisterschaft. Mit den ASVEL-Männern gewann er 1971 und 1972 den Titel, 1974 wechselte der 1,84 Meter messende Aufbauspieler zu ASPO Tours und war dort anders als in Lyon-Villeurbanne sofort Führungsspieler. In der Saison 1974/75, in der er mit Tours Vizemeister wurde, erzielte er 18,4 Punkte je Begegnung. In den Spieljahren 1975/76 und 1979/80 gewann er mit der Mannschaft die französische Meisterschaft und war daran mit 19,5 beziehungsweise 21,3 Punkte pro Partie erheblich beteiligt.
1981 wechselte Sénégal von Tours zum Cercle Saint-Pierre Limoges und blieb dort bis 1986. Mit Limoges wurde er 1983, 1984 und 1985 französischer Meister. Seine Punktwerte lagen im Vergleich zu seiner Zeit in Tours bei CSP niedriger, seinen Höchstwert in Limoges erreichte Sénégal während der Saison 1983/84 (13,9/Spiel). 1978, 1983 und 1984 war er bester Passgeber der französischen Liga, auch in dieser Wertung kam er 1983/84 auf seine beste Marke, als er je Begegnung 9,5 Vorlagen gab.
Auf europäischer Bühne gewann er mit Limoges 1982 und 1983 den Korać-Cup. Zum Endspielsieg 1982 gegen KK Šibenka Šibenik um Dražen Petrović trug Sénégal zehn Punkte bei. 1983 standen sich beide Mannschaften erneut im Endspiel des europäischen Vereinswettbewerbs gegenüber, erneut siegten Sénégal und Limoges. Der Spielmacher kam beim zweiten Triumph auf fünf Punkte gegen Šibenik, in beiden Jahren überragte sein Mitspieler Ed Murphy in den Endspielen mit 35 beziehungsweise 34 Punkten. Zum Abschluss seiner Spielerlaufbahn stand Sénégal in der Saison 1986/87 in Diensten von Racing Paris.

#### Nationalmannschaft
Sénégal bestritt zwischen 1973 und 1984 210 Länderspiele für Frankreich, in denen er 971 Punkte verbuchte. Er nahm an den Olympischen Sommerspielen 1984 sowie den Europameisterschaften 1973, 1977, 1979, 1981 und 1983 teil.

### Trainer
1987 wechselte er bei Racing Basket vom Spieler- ins Trainerfach. Dort blieb er bis 1989, danach betreute er von 1989 bis 1994 die Mannschaft von CRO Lyon sowie 1994/95 Montpellier Paillade Basket. Seine weiteren Trainerstationen: Cercle Saint-Pierre Limoges (1995/96), JAV Vichy (1999 bis 2005), Hyères Toulon Var Basket (2005/06), JL Bourg-en-Bresse (2007/08), ASM Basket Le Puy Haute-Loire (2009/10), AS Monaco (2010 bis 2013). Bis 2015 war er in Monaco dann noch in der Jugendarbeit tätig, ehe er seinen Abschied vom Basketballsport bekannt gab.